# Клюкова-Гута
Клюкова-Гута (пол. Klukowa Huta, нім. Klukowahutta) — село в Польщі, у гміні Стенжиця Картузького повіту Поморського воєводства.
Населення — 909 осіб (2011).
У 1975-1998 роках село належало до Гданського воєводства.

## Демографія
Демографічна структура станом на 31 березня 2011 року:
|          | Загалом | Допрацездатний вік | Працездатний вік | Постпрацездатний вік |
| -------- | ------- | ------------------ | ---------------- | -------------------- |
| Чоловіки | 474     | 156                | 291              | 27                   |
| Жінки    | 435     | 143                | 239              | 53                   |
| Разом    | 909     | 299                | 530              | 80                   |